# Carmim-Prio/Saison 2012
Dieser Artikel listet Erfolge und Fahrer des Radsportteams Carmim-Prio in der Saison 2012 auf.

## Erfolge in der UCI Europe Tour
Bei den Rennen der UCI Europe Tour im Jahr 2012 gelangen dem Team nachstehende Erfolge.
| Datum        | Rennen                                                     | Kat. | Sieger           |
| ------------ | ---------------------------------------------------------- | ---- | ---------------- |
| 27. April    | 1. Etappe Vuelta a Asturias                                | 2.1  | Alejandro Marque |
| 15. Juli     | 3. Etappe Grande Prémio Internacional de Torres Vedras     | 2.2  | Ricardo Mestre   |
| 12.–15. Juli | Gesamtwertung Grande Prémio Internacional de Torres Vedras | 2.2  | Ricardo Mestre   |
| 25. August   | 9. Etappe Volta a Portugal (EZF)                           | 2.1  | Alejandro Marque |

## Platzierungen in UCI-Ranglisten
| UCI Continental Circuit | Platz |
| ----------------------- | ----- |
| UCI Europe Tour 2012    | 64    |

## Abgänge – Zugänge
| Zugänge          | Team 2011  | Abgänge       | Team 2012  |
| ---------------- | ---------- | ------------- | ---------- |
| Amaro Antunes    | LA-Antarte | André Cardoso | Caja Rural |
| Alejandro Marque | Onda       |               |            |
| Valter Pereira   | Neoprofi   |               |            |

## Mannschaft
| Name              | Geburtstag         | Nationalität           |
| ----------------- | ------------------ | ---------------------- |
| Amaro Antunes     | 27. November 1990  | Portugal               |
| Samuel Caldeira   | 30. November 1979  | Portugal               |
| Henrique Casimiro | 22. April 1986     | Portugal               |
| David Livramento  | 18. Dezember 1983  | Portugal               |
| Alejandro Marque  | 23. Oktober 1981   | Spanien                |
| Daniel Mestre     | 1. April 1986      | Portugal               |
| Ricardo Mestre    | 11. September 1983 | Portugal               |
| Diogo Nunes       | 3. April 1989      | Portugal               |
| João Pereira      | 14. Juni 1989      | Portugal               |
| Valter Pereira    | 22. Februar 1990   | Portugal               |
| Luís Silva        | 22. Oktober 1984   | Portugal               |
| Tomas Swift       | 29. August 1983    | Vereinigtes Königreich |
| Nélson Vitorino   | 17. August 1975    | Portugal               |